# 링 밍메이
링 밍메이(鈴明美)는 SF 애니메이션 작품 《초시공요새 마크로스》에 등장하는 가공의 인물, 본 작의 주요 등장인물의 하나이다. 성우는 이이지마 마리이다.

## 초시공요새 마크로스
요코하마 차이나타운에서 밍샤로우(明謝楼)라는 중국 음식점을 경영하는 화교의 외동딸으로 중국인. 드라마 스타인 숙모의 영향으로 어릴 적부터 연예계를 동경했다. 15살 때 레코드회사의 가수 오디션 예선에 합격하지만 우주전함 마크로스의 진수식을 보기 위해 찾았던 남아타리아 섬에서 외계인과의 전투에 휘말리게 되고 이치조 히카루(一条輝)에게 구조되어 마크로스에 승선한 뒤 함내에 수용된 시가지에 거주한다.
성격은 밝고 태평하다 함내에서 숙부의 중화 요리점을 재개장 하려고 하는 등 환경에 순응하는 적응성을 가지고 있다. 하지만 자기중심적으로 다른 사람의 감정에 소원한 부분이 있다. 결과적으로는 이치조 히카루의 연애감정을 장난으로 생각한다.
한동안은 중화요리점의 배달 아가씨라는 평범한 고교생으로 생활하지만 함내 방송국 개국 이벤트인 미스 마크로스 선발대회에 뜻하지 않은 우승을 계기로 연예계에 발을 들여 순식간에 아이돌이 된다. 레코드, 콘서트, 라디오 DJ에서 쿵후영화 소백룡(샤오파이롱)의 주연을 맡게 되기까지 눈부시게 활약하며 이 영화에서 공연한 사촌 오빠 링 카이푼에게 구혼을 받아 약혼자가 된다. 우주전쟁이라는 현실에도 밝고 천진난만한 매력은 표류하는 마크로스 시민을 위로할 뿐 아니라 외계인 젠트라디인의 병사들까지도 매료시켜 결국 전쟁종결이라는 크나큰 결과를 이끌어 낸다.
전쟁이 끝난 뒤에는 각지를 돌며 지구 부흥을 위해 노력하지만 아이돌 인기추락의 비애를 맛보게 된다. 노래의 뜻을 잃어버린 카이푼과 이별하고 이치조 히카루에 대한 감정도 실연으로 끝맺게 되며 홀로 가수로써의 삶을 선택한다.

## 기타 작품

### 초시공요새 마크로스 사랑, 기억하나요
극장판 설정에는 가수가 되기 위해 의절을 각오하고 집을 뛰쳐나와 마크로스 진수식 이벤트인 미스 마크로스 선발전에 우승, 작품의 처음부터 이미 아이돌로 활약하고 있다. 수완좋은 매니저인 친오빠 링 카이푼과 함께 강한 프로의식을 가지고 있다. 잠시 인기에 지쳐 팬인 이치조 히카루와의 연애를 꿈꾸지만 결국에는 천직을 선택해 대 스타로서의 길을 걷는다.
본 작품의 공개 당시에는 TV시리즈와는 다른 패러렐 월드라는 해석이 있었지만 후에 제1차 성간대전의 전승 20주년을 기념하여(마크로스의 세계에서) 2031년에 만들어진 영화라는 설정이 되었다. 전쟁을 승리로 이끈 링 밍메이의 공적을 그렸기 때문에 크레디트에는 본 작의 주연으로 표기되어 있다.

### 초시공요새 마크로스 Flash Back 2012
전쟁 종결로부터 2년 뒤인 2012년 제1차 초장거리 이민함대의 승선을 결정하고 같은 해 여름에 성공적으로 고별 콘서트를 마친다. 작품 중에는 스테이지에서 마크로스급 2번째 전함 메가로드-01에 승선해 여행을 떠나는 모습이 등장한다. 극장판에서 자신의 신상으로 알려진 가출 장면, 10년 후의 이미지(상복 모습) 등의 다양한 미래상이 등장한다.

### 후일담
마크로스 시리즈의 공식연표에는 〈2016년 메가로드-01과 함께 은하계 중심부에서 소식이 끊겼다〉 라고 설정되어 있다. 플레이스테이션 게임 《초시공요새 마크로스 : 사랑, 기억하나요》의 특전 링 밍메이의 고별 메시지 카드에는 ‘2016년 7월 7일자로 블랙홀에서 흘러나오는 수수께끼의 노랫소리를 쫓아 메가로드는 미지의 우주로 여행을 떠납니다.’라고 적혀있지만 이러한 정보를 정부가 공개하지 않았기 때문에 세상에는 메가로드-01은 아직도 우주를 항해 하는 중이라고 알려져 있다. 그 후, 2031년에 공개된 영화 《초시공요새 마크로스 : 사랑, 기억하나요》 가 대히트하여 밍메이 붐이 재연된다. 주제가 〈사랑, 기억하나요〉를 포함한 왕년의 히트 넘버도 애창가로서 정착된다. 그녀는 우주대전을 종결시킨 전설의 가수로서 역사에 이름을 남기게 되고 마크로스 시리즈의 작품 곳곳에 그 이름이 등장하게 된다.
초시공요새 마크로스II –LOVERS AGAIN-(超時空要塞マクロスII -LOVERS AGAIN-)
노래에 의한 외계인 격퇴전술이 〈밍메이 어택〉이라고 명명되었다. 소설판에서는 뮤지컬 여배우로 전향하여 일생 독신으로 지냈다라고 전해진다.(하지만 작품 자체가 패러랠 월드로 보인다.)
마크로스7(マクロス7)
마크로스7의 거주구(시티7)에서는 전기 드라마 《링 밍메이 이야기》가 방송되어 시청률 94%를 기록한다. 링 밍메이역에는 밀레느 지너스(ミレーヌ・ジーナス), 이치조 히카루역에는 넥키 바사라(熱気バサラ)가 출연한다. 또, 링 밍메이의 공적을 기초로 총합군 내부에서는 프로젝트M이 진행되어 그녀의 열광적인 팬인 군의관 닥터 치바는 독자적인 〈노래 에너지 이론〉을 고안한다.
마크로스7 은하가 나를 부르고 있다!(マクロス7 銀河がオレを呼んでいる!)
링 밍메이를 동경하는 에밀리아 지너스(エミリア・ジーナス)(맥시밀리언 지너스, 밀리어 지너스 부부의 다섯번째 딸)이 등장한다.
마크로스7 트래쉬(マクロス7 トラッシュ)
공적을 기려 매년 오디션에서 〈미스 밍메이 보이스〉가 선발된다. 히로인인 에니카 체리니는 2046년도 합격자이다.
마크로스 제네레이션(マクロス・ジェネレーション)
재림이라고 일컬어지는 가수 카나리 밍메이가 등장한다. 히로인의 파셀은 뮤지컬 《링 밍메이 이야기》의 주연으로 발탁된다.
마크로스 VF-X2(マクロス VF-X2)
최종 스테이지의 작전 코드 〈Remember Love(사랑, 기억하나요)〉에 연관되어 부대 코드가 〈밍메이〉가 된다.
마크로스 프론티어
전통의 제전 <미스 마크로스 프론티어 콘테스트>가 개최되고 있고, 출전한 히로인 란카 리가 옛날 민메이가 불렀던 노래 '내 남자친구는 파일럿(私の彼はパイロット)'을 열창한다. 또 란카 리를 스카웃한 예능 프로듀서 사장 엘모 크리다닉(エルモ・クリダニク)의 명함의 도안이나 메일 어드레스가 민메이로 되어 있고, 란카의 오빠인 오즈마를 설득하는 때에도 전쟁을 종결로 이끈 민메이의 위업을 근거로 드는 부분이 나와 있다. 최종회에서는 S.M.S의 오너인 리처드 비루라가 민메이의 사진을 간직하고 있는 장면이 등장한다. 이 작품의 각본가인 요시노 히로유키(吉野弘幸)는 두 사람의 히로인에 대해, 란카는 TV판의 민메이, 쉐릴 노움은 극장판의 민메이를 모델로 하였다고 말하고 있다.

## 해설
마크로스 시리즈의 기본요소 중 하나인 노래를 상징하는 작품세계의 디바적인 캐릭터. 일본의 애니메이션 역사에 한 획을 그은 가공의 아이돌 캐릭터이기도 하다. 그녀의 가창곡은 종래의 애니메이션 주제가나 삽입가와는 달리 실제 음악시장에서도 당시에 유행했던 대중가요로서 인지되고 있다는 것은 획기적인 일이다. 그 인기가 목소리를 담당했던 이이지마 마리(飯島真理)의 가수 데뷔 프로모션과 연관된 점은 애니메이션 캐릭터와 음악의 미디어 믹스 전략의 선례로도 이야기된다. 극장판 주제가 〈사랑, 기억하나요〉는 오리콘 차트의 탑텐에 올라 이이지마는 더 베스트 텐 등의 TV 음악 프로그램에도 출연했다. 이 방향성은 애니메이션 작품에 가공의 가수를 등장시킨다는 유행을 낳아, 나중에 버처 아이돌 같은 형식으로 계속되고 있다.
작품 속에서는 주인공을 압도할 정도로 강한 인상이지만 기획 초기에는 조연의 한 명에 불과했다.(중화요리점의 배달 아가씨로 마크로스의 브릿지에 배달을 하는 장면도 검토되었다). 하지만 제작 스탭들의 취미적인 분위기로 아이돌 가수로서 격상되어 연애 드라마에 등장하는 〈동경의 마돈나〉역이 되었다(연애노선은 캐릭터 디자이너 미키모토 하루히코(美樹本晴彦)의 아이디어로 당시 열중하고 있던 마쓰다 세이코(松田聖子)와 나카모리 아키나(中森明菜)가 모델이 되었다.) 작품 초반에 눈에 띄는 히로인인 하야세 미사(早瀬未沙)와 교대하여 이야기의 줄거리가 얽히지 않은 채 끝낼 작정이었지만 제작과정에 노래(문화)라고 하는 키워드가 부상해 이에 관련된 중요한 역할을 수행하게 된다.
연출면에서는 종래의 캐릭터 상에는 없었던 〈사춘기 소녀가 가지고 있는 다면성〉을 보여주어 시청자들에게 신선한 충격을 주었다. 반면 외모와 성격이 격차가 당혹감을 주기도 했는데 인류 존망을 건 우주대전에 철없는 태도를 보여 공주, 내숭녀라는 반감을 사기도 한다.(당시의 애니메쥬 지상의 독자투표기획에서 싫어하는 캐릭터 1위에 뽑히기도 했다.) 다만 ‘전쟁시에도 억척스럽게 살아가는 일반시민의 일상이 전쟁을 끝내는 힘이된다’라는 테마를 호소한 제작자 측의 의도에 가장 부합되는 캐릭터가 밍메이라고 볼 수도 있다.
극장판에서는 차분한 작풍에 맞게 노력가로 설정이 변경되어 관객이 감정이입하기 쉬운 캐릭터가 되었다. 이후의 시리즈 작품에서는 마치 역사상의 위인으로 우상숭배적인 이미지가 되었다. 마크로스7 제11화 《밍메이 비디오》에서는 아이돌의 허상이 미화되어 거대화되고 있는 현상에 질문을 던지고 있기도 하다.
또 TV판 제2화에서 이치조 히카루가 모는 발키리로부터 공중에 방출되어 공중곡예 끝에 기내에 수용되는 장면이 있지만 보통의 여자아이가 갑자기 공중에 내던져졌을 때 기절하지 않고 냉정하게 행동하는 것이 이상하다는 목소리가 있어 이 때문에 극장판 초반에 비슷한 상황이 재현될 때 낙하하는 사이에 정신을 잃게 된다.

## 데이터
- 서기 1993년 10월 10일생 (소설 초시공요새 마크로스 TV판 제1권에서는 서기 1993년 11월 28일생이라고 표기) 제1화 시점에서 15세(극장판에서는 17세). 요코하마 출신. 신장 158 cm, 체중 47 kg, 혈액형 0형
- 아버지는 링 파오츈(鈴宝雄), 어머니는 링 시게요(鈴しげよ). 작은 아버지 링 샤요칭(鈴少江)과 링 페이츈(鈴慧中)부부의 아들인 사촌오빠 링 카이푼(鈴海皇)이 있다.
- 이름의 한자표기는 鈴明美. 중국어권의 TV방영시에는 성을 林(린)으로 한 林明美로 표기되었다.
- 기획초기의 이름은 사이 밍메이(斉明美)였다.
- 알파벳 표기로는 Linn Minmei(병음표기로는 Ling Mingmei). 포스터, 앨범등에서 많이 볼 수 있는 Lynn Minmay는 예명등록으로 추정된다.
- 약소업체인 빅스타 레코드에 소속되어 있지만 함내 시민을 위로할 아이돌을 키우기 위해 군부가 뒤에서 막대한 지원을 한다는 소문이 있다.
- 미국의 ADV필름사가 2006년부터 발매하고 있는 DVD《Super Dimension Fortress MACROSS》에서는 오리지널 성우를 담당했던 이이지마가 22년 만에 영어 대사로 밍메이역을 연기했다.

## 가창곡
아래의 설명 중에 작사자, 작곡자가 기술되어 있지 않은 곡은 작사: 아사 아카네(阿佐茜) , 작곡: 하네다 겐타로(羽田健太郎)이다.

### 작품 중의 가창곡
신데렐라(シンデレラ)
이이지마 마리 작사, 작곡의 아카펠라넘버로 TV시리즈의 시점에서는 미발표곡. 이이지마의 두 번째 앨범 〈blanche〉에는 가사가 다르고 반주가 붙어 있는 버전이 수록되어 있다.(마크로스의 베스트 판 CD 〈마크로스 더 컴플리트〉에도 수록) 작품에 등장하는 버전은 OVA 《초시공요새 마크로스 Flash Back 2012》에 비디오 클립으로 수록되어 있다.
내 남자친구는 파일럿(私の彼はパイロット)
밍메이의 데뷔곡. 작사자는 프로그램의 프로듀서인 이와다 히로시(岩田弘)로 타이틀은 아사오카 메구미(麻丘めぐみ)의 히트곡 〈내 남자친구는 왼손잡이〉의 패러디. 당초가사가 1절(Part I)밖에는 없었지만 팬들의 반향이 커 2절(Part II)도 추가 제작되었다.(2절은 마크로스의 드라마 CD인 〈초시공요새 마크로스III Miss DJ〉에 수록되어 있다.)
샤오파이롱(小白竜)
마크로스 함내에서 제작 공개된 밍메이 주연의 쿵푸영화 샤오파이롱의 주제가
0-G Love
SUNSET BEACH
실버문 레드문(シルバームーン・レッドムーン)
뷰티풀 플레이스(ビューティフル・プレイス)
TV시리즈에서만 사용. 고향(지구)을 떠나면서도 귀환을 바라는 마크로스 승무원의 바램을 그린 곡으로 효과적으로 연출되었다.(극장판에서는 포커와 클로디아, 미사, 히카루가 함께 한 레스토랑에 BGM으로 등장.)
사랑은 흐른다(愛は流れる)
TV시리즈에서만 사용. 제27화의 부제가 된 키 넘버. 원곡은 템포가 느리지만 27화의 클라이막스 장면용으로 편곡된 행진곡풍의 Part II가 제작되었다. Part II는 베스트 앨범등에 가사의 1절 밖에 수록되어 있지 않고 전곡 수록은 OVA 《초시공요새 마크로스 Flash Back 2012》의 비디오 클립 뿐이다.
달콤한 이별(やさしさSAYONARA)
TV시리즈에서만 사용. 제38화(최종회)의 부제이기도 하다. 최종회의 라스트 신에 사용된 피아노 솔로 버전은 수록음원이 없다.
런너(ランナー)
통상의 후지와라 마코토(藤原誠)버전과는 달리 TV시리즈 최종회의 엔딩에서는 링 밍메이 버전이 사용되었다. 이 곡의 가사는 3절까지 있지만 제25화 《버진 로드》에서는 환상의 4절이 흘러나온다.(OVA 《초시공요새 마크로스 Flash Back 2012》의 엔딩에는 후지와라 마코토와 링 밍메이의 듀엣곡이 수록되어 있다.)
사랑, 기억하나요?([愛・おぼえていますか]
극장판 《초시공요새 마크로스 : 사랑, 기억하나요》의 주제가 작사: 야스이 카즈미(安井かずみ), 작곡: 가토 카즈히코(加藤和彦), 편곡: 시미즈 노부유키(清水信之)
천사의 그림물감(天使の絵の具)
극장판의 엔딩테마. 작사, 작곡: 이이지마 마리, 편곡: 시미즈 노부유키(清水信之)
타이틀이 명확하지 않은 곡
TV시리즈 제17화 《판타즘》에서 이치조 히카루의 꿈 속에 밍메이가 노래하는 아카펠라 넘버. 신데렐라와 같이 이이지마 마리가 개인적으로 제작한 미발표곡을 사용했다고 추정된다.

### 기타 가창곡
별의 속삭임(星のささやき)
〈초시공요새 마크로스III Miss DJ〉에 수록되어 있다. 가상의 심야 라디오 프로그램의 타이틀 넘버.
Friends ~시공을 넘어~(Friends~時空を超えて)
마크로스 방송 15주년 기획의 일환으로서 1997년발매된 싱글 CD, 작사, 작곡은 이이지마 마리, 마크로스7의 히로인 밀레누 지너스와의 듀엣곡으로 이스트웨스트 재팬, 빅터 엔터테인먼트의 두 회사로부터 밍메이 버전, 밀레누 버전의 2종류가 발매되었다.(미키모토 하루히코의 재킷 일러스트와 커플링곡이 다르다.)
Why?
〈Mari Iijima sings Lynn Minmay〉에 수록되어 있다. 이이지마 마리 작사, 작곡의 신곡. 하야세 미사를 선택한 이치조 히카루에 대한 밍메이의 심정을 이이지마의 시점에서 바라본 넘버.

## 관련작품

### 소설
꿈꾸는 프렐류드 My Fair Minmay(夢見るプレリュード MY Fair Minmay)
미스 마크로스 선발전에서 우승에서 가수 데뷔까지의 뒷 이야기를 그린 사이드 스토리. 5화 구성으로 TV시리즈의 시나리오 스텝이 집필을 담당했다. 1983년 도쿠마 아니메쥬 발간.

### 드라마 레코드
초시공요새 마크로스III Miss DJ(超時空要塞マクロスIII Miss D.J)
밍메이가 DJ로 방송되는 심야 라디오 프로그램 〈별의 속삭임〉을 수록. 프로그램 게스토인 이치조 히카루와의 듀엣곡도 들을 수 있다. 각복은 토미타 스케히로(富田祐弘), 재킷 일러스트는 미키모토 하루히코. 이시구로 노보루(石黒昇), 마쓰자키 겐이치(松崎健一)들도 게스트 캐릭터역으로 출연한다. 1983년 빅터 음악산업(현:빅터 엔터테인먼트)에서 발매.
이 드라마 레코드는 현재의 드라마 CD라 불리는 장르를 개척한 많은 작품 중의 하나이다. 특히 미니드라마를 삽입하여 애니메이션에 등장하는 캐릭터를 DJ로 하는 작품 속의 작품을 만들어 낸 형식은 후에 많은 작품에 큰 영향을 미쳤다. 또, 이이지마 마리는 1984년에 분카호소(文化放送)의 라디오 프로그램 〈미스DJ 리퀘스트 퍼레이드〉의 목요일 DJ를 담당했었다.
라디오 프로그램에는 밍메이의 오리지널 넘버 외에 아래와 같은 다양한 왕년의 명곡을 커버하고 있다.
* 슬픈 16세 – 캐시 린든의 1960년히트곡. 일본에서는 더 피넛츠 등의 커버로 알려져 있다.
* 예스터 데이 – 더 비틀즈의 유명곡
* Scarborough Fair – 사이몬 앤 카펑클의 커버곡이 유명하다.
* 항구가 보이는 언덕 – 히라노 아이코(平野愛子)의 1947년 히트곡. 이 곡은 요코하마 시 나카 구의 항구가 보이는 언덕공원의 유래이기도 하다.
* Blowin' in the Wind – 밥 딜런의 대표곡 중 하나 피터 폴&마리의 커버곡도 히트했다.
* 고향(故郷) – 일본의 동요
* 릴리 마르렌 – 제2차 세계대전 중의 유행가. 이 곡은 밍메이의 캐럭터 상의 힌트가 되었다.

### 기획CD
마크로스7 Mylene Jenius sings Lynn MINMAY(マクロス7 Mylene Jenius sings Lynn MINMAY)
마크로스7의 히로인 밀레느 지너스가 링 밍메이의 노래 9곡을 커버, 또 이이지마 마리가 사쿠라이 토모에게 신곡 〈당신에게 LOVE SONG(あなたへのLOVE SONG)〉을 제공했다. 1995년 빅터 엔터테인먼트에서 판매되었다.
Mari Iijima sings Lynn Minmay
마크로스 방송 20주년 기획의 일환으로서 이이지마 마리가 민메이의 곡을 편곡, 셀프 커버를 담당한 앨범. 신곡 Why?를 수록하고 있다. 2002년 빅터 엔터테인먼트에서 판매되었다.